# Jeu sur ressort
Ne doit pas être confondu avec cheval à bascule ou Slinky.

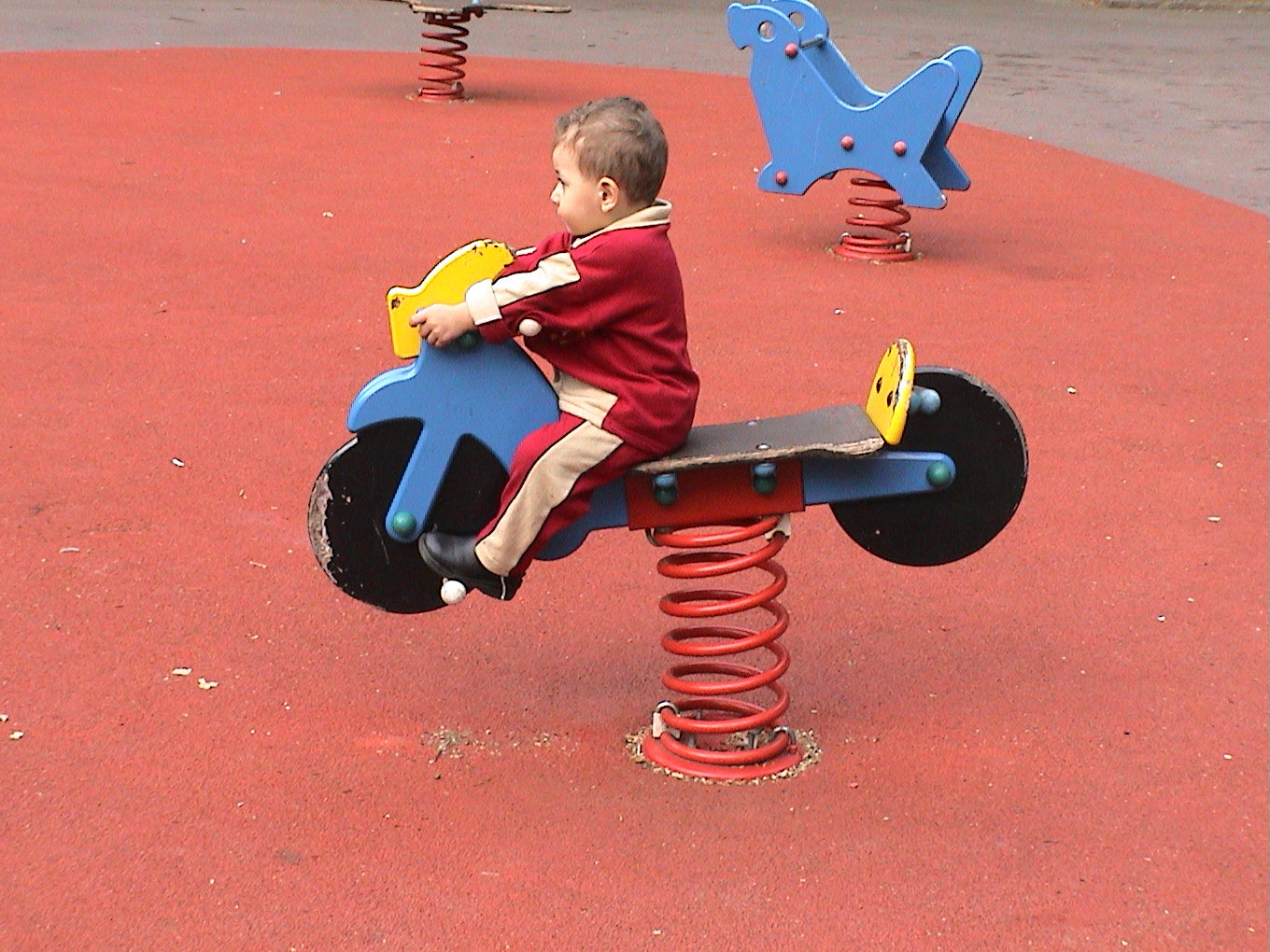
Un enfant sur un jeu sur ressort.

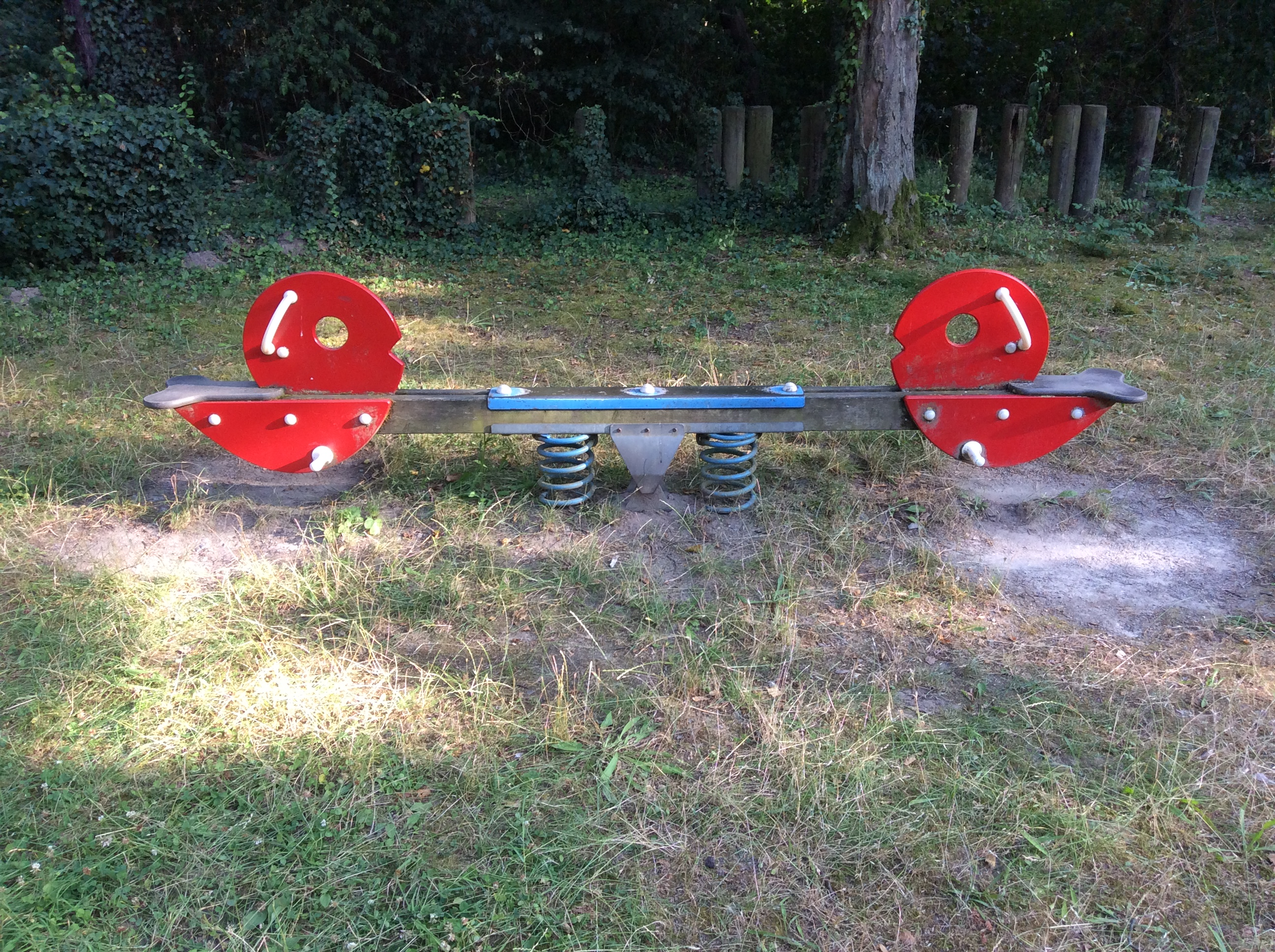
Balançoire à bascule en version jeu sur ressort

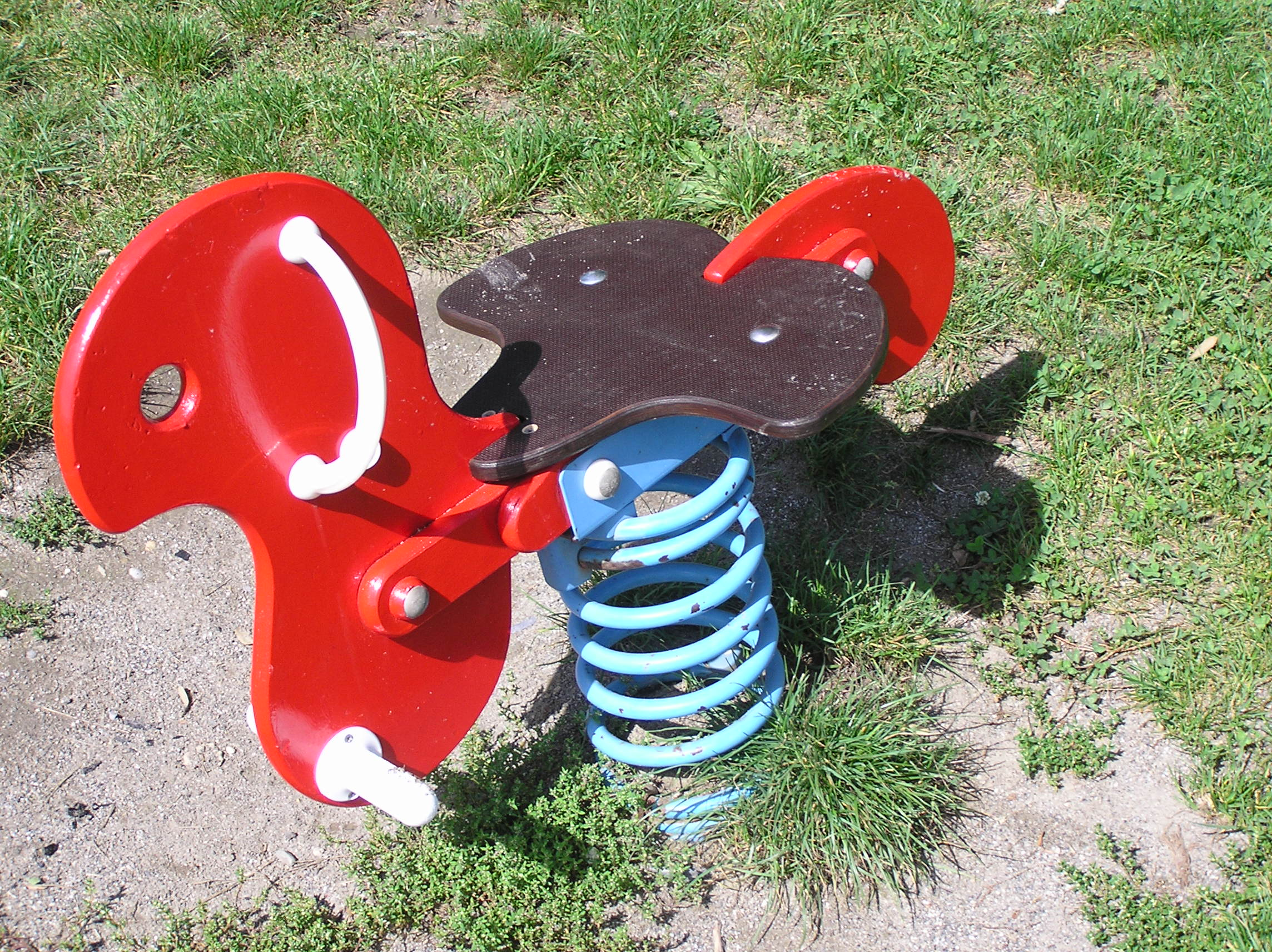
Cheval à bascule en version jeu sur ressort

Un jeu sur ressort, aussi appelé jeu à ressort, est un jeu d'enfants créé dans les années 1970 par la société Kompan et présent sur de nombreux terrains de jeux. Il s'agit d'un jeu reposant sur un ressort fixé au sol. Le mouvement généré par la force physique de l'enfant crée un effet de balancement ou d'oscillation. Certaines balançoires à bascule sont équipées d'un ressort similaire.